# Vanessa O’Brien

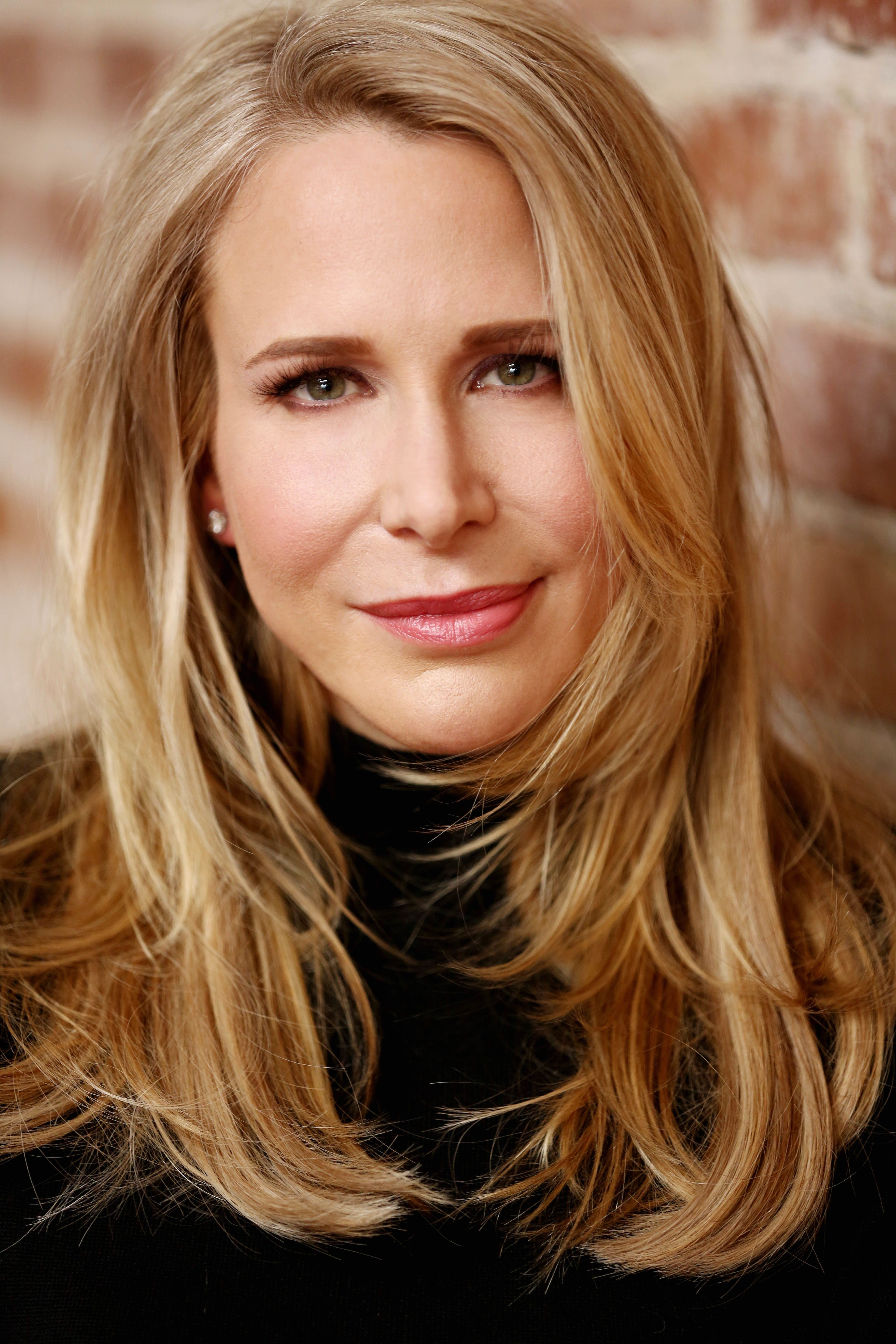
Vanessa O’Brien

Vanessa Audi Rhys O’Brien, FRGS (* 2. Dezember 1964 in Grosse Pointe, Michigan) ist eine britisch-amerikanische Bergsteigerin, Forscherin und ehemalige Finanzmanagerin. 2013 gelang es ihr als erster Frau, den Explorers Grand Slam innerhalb eines Jahres abzuschließen. 2017 wurde sie zur ersten US-Amerikanerin und nach Julie Tullis zweiten Britin auf dem Gipfel des K2.

## Biografie
Vanessa Audi Rhys wuchs im Wayne County in der Nähe von Detroit auf. Gemeinsam mit ihrem britischen Mann lebt sie seit 2011 in Boston. Das Paar hat keine Kinder.

### Ausbildung und Beruf
Rhys erwarb sich an der New York University zunächst einen BA in Economics. Danach studierte sie an der renommierten Stern School of Business und schloss den Studienlehrgang Finance mit dem Titel MBA ab. In den folgenden Jahren arbeitete sie als Business Executive für verschiedene Finanzdienstleister in mehreren US-Staaten. Mitte der 90er-Jahre lernte sie in London den Anwalt Jonathan O’Brien, ihren späteren Ehemann, kennen. 1999 zog sie selbst in die Finanzmetropole und arbeitete drei Jahre lang für Morgan Stanley unter anderem an der Lancierung einer internationalen Kreditkarte. Zwischen November 2002 und Dezember 2005 war sie Finanzdirektorin bei Barclays und danach ein gutes Jahr lang kaufmännische Leiterin bei der Bank of America. Ihr letztes Engagement hatte sie als Geschäftsführerin eines Finanzdienstleisters mit Sitz in Hongkong.
Von der Finanzkrise enttäuscht und verunsichert, verließ sie das Geschäft 2010 und widmete sich voll und ganz dem Bergsteigen.

### Bergexpeditionen
Nachdem O’Brien bereits 2005 den Kilimandscharo bestiegen hatte, spielte sie 2010 erstmals mit dem Gedanken, sich am Mount Everest zu versuchen. Mit einem Kurs und monatelangem Training begann sie, sich auf die Expedition vorzubereiten. Bei ihrem ersten Versuch erlitt sie ein Lungenödem und musste noch im Basislager aufgeben. Danach trainierte sie härter, eignete sich wichtige höhenmedizinische Kenntnisse an und bestieg 2011 die Achttausender Shishapangma und Cho Oyu. Am 19. Mai 2012 stand sie schließlich auf dem höchsten Berg der Erde. In den folgenden elf Monaten bestieg sie die restlichen Seven Summits und erreichte auf Skiern – jeweils ausgehend von 89° geographischer Breite – die beiden Pole. Am 16. April 2013 beendete sie nach 295 Tagen diesen sogenannten Explorers Grand Slam am Nordpol und war damit die erste Frau, der dies innerhalb eines Jahres gelang. Zuvor war nur der ehemalige walisische Rugbyspieler Richard Parks schneller gewesen.

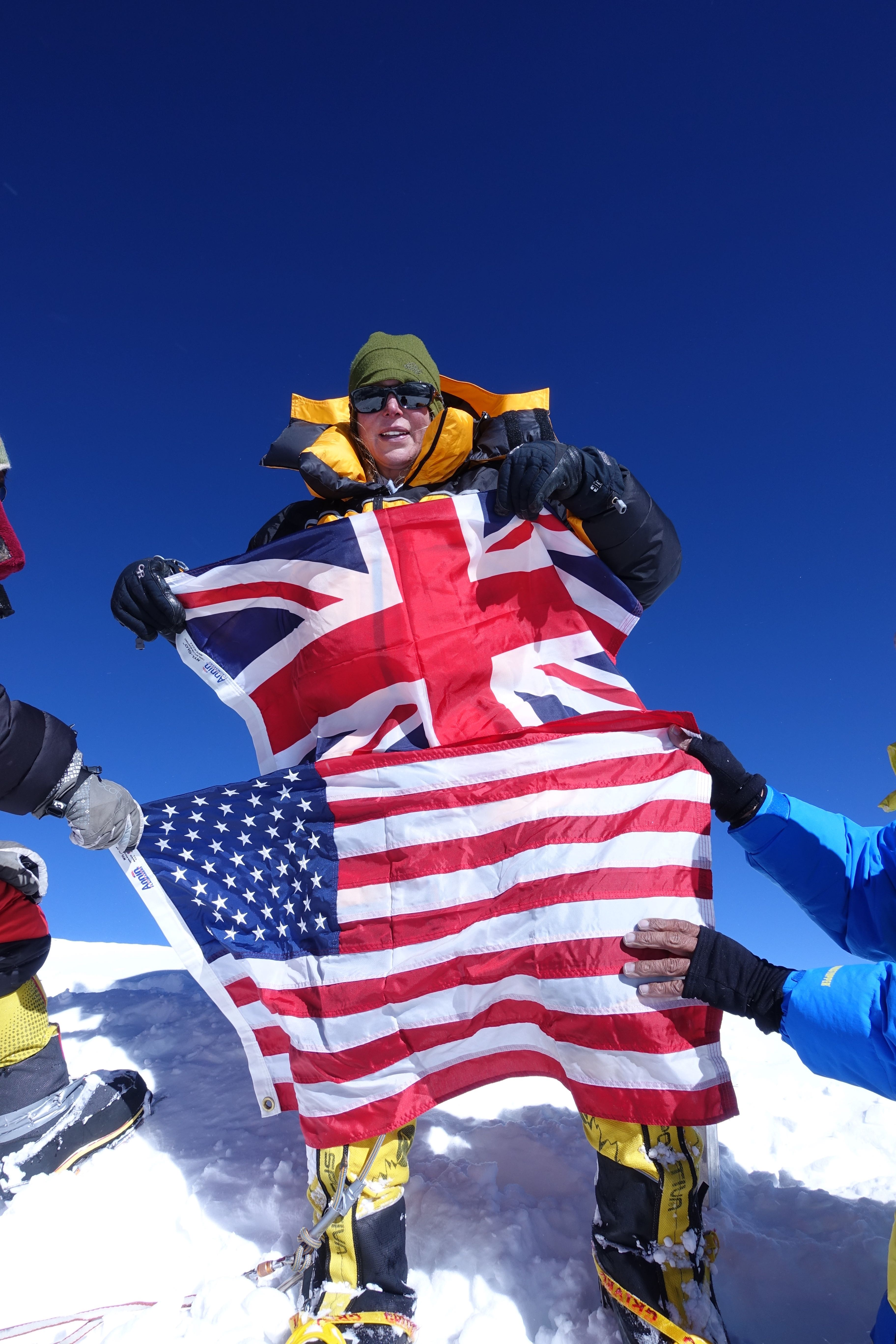
O’Brien am Gipfel des K2

2014 bestieg O’Brien mit dem Manaslu einen weiteren Achttausender. Als nächstes Ziel fasste sie den mit einer Todesrate von rund 25 % als besonders gefährlich geltenden K2 ins Auge. Aufgrund erhöhter Lawinengefahr musste die erste Expedition 2015 im Lager 2 (6760 m) abgebrochen werden. Der zweite Versuch scheiterte ein Jahr später in Lager 3 (7450 m), nachdem eine Lawine die Ausrüstung verschüttet hatte. Da sie ihr privates Expeditionsbudget fast aufgebraucht hatte, entschied sich O’Brien für einen letzten Versuch im Juni 2017. Nach wochenlangem Schlechtwetter glückte die Besteigung am 28. Juli schließlich einem zwölfköpfigen Team, darunter sechs Sherpas. Der Aufstieg vom letzten Lager über den Abruzzi-Sporn dauerte aufgrund der extremen Schneelage 16 Stunden. O’Brien erreichte den zweithöchsten Berg der Erde als erste US-Amerikanerin und zweite Britin sowie insgesamt 20. Frau. Aus diesem Anlass hisste sie auf dem Gipfel neben ihrer beiden Länderflaggen auch die Frauenflagge der Vereinten Nationen. Daneben war sie mit 52 Jahren die bis dahin älteste Besteigerin.

### Forschungsarbeit
Vanessa O’Brien ist Fellow der Royal Geographical Society und leistet wissenschaftliche Feldarbeit auf diversen Fachgebieten. So sammelte sie etwa Daten zur nächtlichen hypoxischen Exposition und nahm Proben radiogener Isotope vom Godwin-Austen-Gletscher. Für das Projekt 25zero half sie im Rahmen der UN-Klimakonferenz in Paris 2015 bei der Dokumentation des Gletscherrückgangs. Die Scientific Exploration Society (SES) zeichnete sie 2018 als „Explorer of the Year“ aus.

### Sonstiges
O’Brien ist Botschafterin für mehrere Organisationen und hält Vorträge zu Leadership und Teamwork. 2017 nahm sie für das Amerikanische Rote Kreuz am Boston-Marathon teil. Am 4. August 2022 war sie Passagierin des touristischen Weltraumfluges NS-22 des Unternehmens Blue Origin.

## Erfolge als Bergsteigerin

### Explorers Grand Slam
- Absolvierung des Explorers Grand Slam in 295 Tagen.[5]

1. Mount Everest (Asien) – 19. Mai 2012
2. Denali (Nordamerika) – 19. Juni 2012
3. Elbrus (Europa) – 15. Juli 2012
4. Carstensz-Pyramide (Australien)* – 23. September 2012
5. Mount Kosciuszko (Australien) – 3. Oktober 2012
6. Mount Vinson (Antarktika) – 5. Dezember 2012
7. Südpol – 15. Dezember 2012
8. Aconcagua (Südamerika) – 20. Januar 2013
9. Kilimandscharo (Afrika) – 10. März 2013
10. Nordpol – 16. April 2013

* Dick Bass nennt den Mount Kosciuszko, Reinhold Messner die Carstensz-Pyramide als höchsten Gipfel Australiens.

### Weitere Expeditionen
- Kilimandscharo – 16. Dezember 2005
- Mount Rainier – 17. Juni 2011
- Shishapangma – 4. Oktober 2011
- Cho Oyu – 12. Oktober 2011
- Lobuche Ost – 14. April 2012
- Mount Whitney – 19. April 2014
- Mont Blanc – 25. Juni 2014
- Manaslu – 25. September 2014
- Carihuairazo – 5. Dezember 2015
- Illiniza Norte – 7. Dezember 2015
- Cayambe – 9. Dezember 2015 und 30. Mai 2016
- Chimborazo – 6. Juni 2016
- K2 – 28. Juli 2017[11]

## Auszeichnungen
- Bank of America Spirit Award
- GE Pinnacle Award for Outstanding Achievement
- Explorer of the Year 2018, Scientific Exploration Society (SES)